# Гродек (Бјалисточки округ)
Гродек (пољ. Gródek; блр. Гарадок) јест насеље у Бјалисточком округу, у Војводству подласком, у североисточној Пољској, близу границе с Белорусијом. Седиште је истоимене општине. Налази се око 33 километра источно од главног града војводства – Бјалистока.